# Dekanat Łosice
Dekanat Łosice – jeden z 25 dekanatów w rzymskokatolickiej diecezji siedleckiej.

## Parafie
W skład dekanatu wchodzi 13 parafii.
- parafia św. Wojciecha – Górki
- parafia św. Jana Chrzciciela – Hadynów
- parafia św. Antoniego Padewskiego – Huszlew
- parafia św. Zygmunta – Łosice
- parafia Trójcy Świętej – Łosice
- parafia Macierzyństwa NMP – Łuzki
- parafia Zwiastowania Najświętszej Marii Panny – Makarówka
- parafia św. Michała Archanioła – Mordy
- parafia MB Anielskiej – Mostów
- parafia Ścięcia św. Jana Chrzciciela – Mszanna
- parafia św. Apostołów Piotra i Pawła – Niemojki
- parafia Najświętszego Serca Pana Jezusa – Próchenki
- parafia św. Jakuba Apostoła – Przesmyki

Według danych zgromadzonych przez Kurię Diecezji Siedleckiej dekanat liczy 25180 wiernych.

## Sąsiednie dekanaty
Biała Podlaska – Północ, Drohiczyn (diec. drohiczyńska), Janów Podlaski, Międzyrzec Podlaski, Sarnaki (diec. drohiczyńska), Suchożebry, Zbuczyn